# Evolução dos peixes

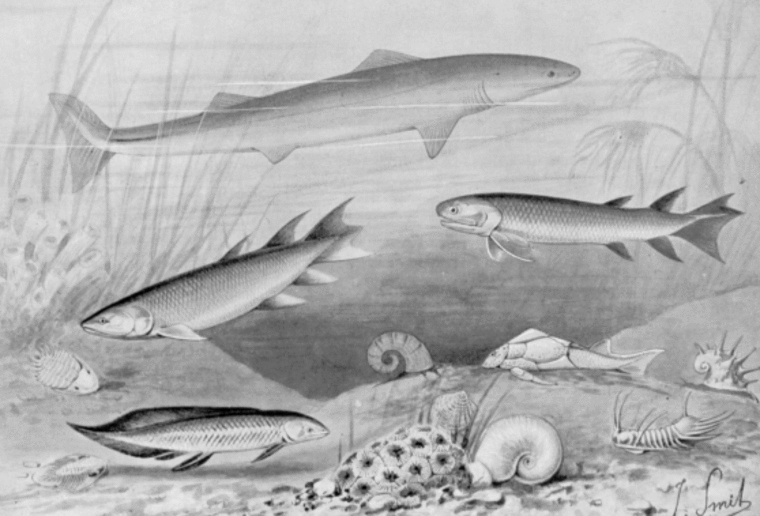
O periodo Devoniano de 419–359 Ma (Idade dos Peixes) viu a evolução dos primeiros tubarões, placodermos blindados e muitos peixes com nadadeiras lobadas, incluindo as espécies de transição tetrápodes

A evolução dos peixes iniciou há cerca de 530 milhões de anos, durante a explosão do Cambriano.

## Visão geral
Os vertebrados, entre eles os primeiros peixes, originaram-se há cerca de 530 milhões de anos durante a explosão cambriana, período geológico em que aconteceu um grande aumento na diversidade de organismos no planeta.
Pikaia, Haikouichthys e Myllokunmingia foram os primeiros ancestrais dos peixes, ou animais que provavelmente estavam intimamente relacionados aos peixes.
Todos esses vertebrados no início não tinham mandíbulas e sua alimentação ocorria através da filtragem da água perto do fundo do mar.